# Випередження рівнодення
Випередження рівнодення (лат. praecessio aequinoctiorum) — історична назва для поступового зсуву точок весняного та осіннього рівнодень (тобто, точок перетину небесного екватора з екліптикою) вздовж екліптики назустріч видимому річному руху Сонця.

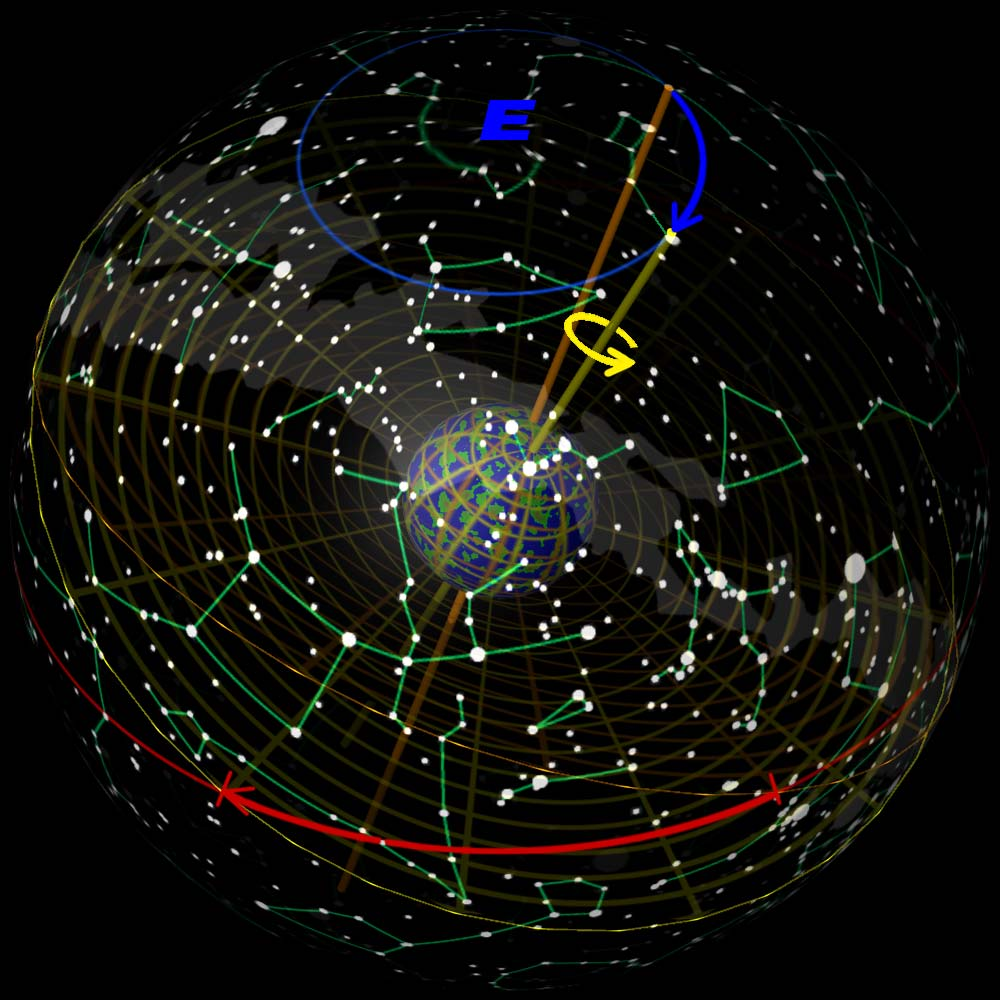
Прецесія

## Історія
Випередження рівнодення відкрив давньогрецький астроном Гіппарх у II ст. до н.е. Його пояснення (з погляду механіки) вперше дав Ісаак Ньютон 1687 року.
Докладну теорію розробили Жан д'Аламбер, П'єр-Симон Лаплас та Леонард Ейлер у XVIII сторіччі.

## Причини
Основною причиною випередження рівнодення є прецесія осі добового обертання Землі. 
Прецесію поділяють на місячно-сонячну, планетну та геодезичну (зумовлену ефектами загальної теорії відносності).
На повільний прецесійний рух накладаються невеликі та швидші нутаційні коливання земної осі.

## Ефекти
Числові значення прецесії вперше визначив Фрідріх Бессель на початку XIX сторіччя. Потім Їх уточнили Отто Струве та Саймон Ньюком.

Місячно-сонячна прецесія зумовлює віковий квазірівномірний рух середнього полюса по малому кругу небесної сфери з повільно-змінним радіусом приблизно рівним {\displaystyle \epsilon \simeq 23^{\circ }27'} навколо полюса екліптики. Приводить до зсуву точки весняного рівнодення вздовж екліптики на 50,39″/рік у напрямку назустріч руху Сонця.
Прецесія від планет зсуває точку {\displaystyle \Upsilon } зі швидкістю 
приблизно на 11″ за сторіччя (0,11″/рік) у напрямку руху Сонця, а також зменшує нахил екліптики до екватора приблизно на 47″/сторіччя (у сучасну епоху).
Геодезична прецесія зсуває точку {\displaystyle \Upsilon } на 1,92″/сторіччя[джерело?].
Місячно-сонячна нутація 
викликає періодичний зсув точки {\displaystyle \Upsilon } по екліптиці. Головний член цих коливань має амплітуду {\displaystyle \simeq 17,2''} та період 18,6 року. 
Варіації нахилу екліптики з амплітудою {\displaystyle \simeq 9''} мають період близько дев'яти років.
Прямі збурення від планет безпосередньо на обертання Землі й опосередковані збурення (через вплив планет на орбіту Місяця) призводять до появи планетних членів у нутації. 
Загалом теорія нутації враховує більше сотні періодичних членів.
Геодезична нутація має амплітуду {\displaystyle \lesssim 1.53\cdot 10^{-4}} кутової секунди.
Загальним ефектом випередження рівнодення є рух точки {\displaystyle \Upsilon } вздовж екліптики на 50,26″/рік у напрямку назустріч руху Сонця. 
Повний оберт відбувається приблизно за 25,8 тис. років (платонівський рік). 
На початку нашої ери точка весняного рівнодення перебувала в сузір'ї Овна. Саме тоді її позначали знаком цього сузір'я — {\displaystyle \Upsilon }. 
Наразі точка весняного рівнодення зсунулася більше ніж на {\displaystyle 1.8^{h}} на захід і перебуває в сузір'ї Риб, однак її позначення збереглося.